# サイレン *Siren*
『サイレン *Siren*』は、日本のシンガーソングライター平沢進の4枚目のシングル。1996年8月1日に日本コロムビア/TESLAKITEより発売された。

## 解説
収録曲はすべて同時にリリースされたアルバム『SIREN』から取られているが、二曲目の「電光浴 (default version)」と三曲目の「サイレン *Siren* (オリジナル・カラオケ)」はオリジナル版には収録されず、2009年発売のHQCD版及び2021年発売のアナログ盤に後から追加収録されている。3曲目は表題曲のカラオケバージョン。

## 収録曲
1. サイレン *Siren*
2. 電光浴 (default version)
3. サイレン *Siren* (オリジナル・カラオケ)